# Лирика
Лириката (на гръцки: λυρικός – стихотворение, декламирано при съпровод на лира) е един от трите основни литературни рода (наред с епоса и драмата). Често в стихотворна форма, тя отразява действителността, пречупена през чувствата и мислите на автора. Думата „поезия“ често се възприема за синоним на думата „лирика“.
Тематично лириката е любовна, пейзажна, гражданска, философска, религиозна и други.
Основните лирични видове са елегия, ода, химн, епиграма, епитафия, еклога, епиталамий, дитирамб, мадригал, канцона, сонет и други.
Основна отличителна черта на лириката като литературен род е субективността. За разлика от епоса, където емоциите и размислите на литературния герой въздействат косвено, чрез подробно пластично изобразяване на външната спрямо него действителност, лирическият герой изразява своето лично „аз“ и така емоциите му са показани във форма на лично преживяване.
Лирическото чувство се отличава със своята сила и пределна наситеност. Не само заради особения начин на изразяване на преживяванията на поета, в лична форма, но и като изживяване, което става в момента, лирическата творба е кратка. Нейната естествена езикова форма е стихотворната реч. Стремежът е пряко, завладяващо емоционално въздействие. Характерна отличителна черта на стихотворната реч е нейната ритмичност, създавана от закономерно повторение на съизмерими речеви единици – ударени и неударени срички, звукове и звукови съчетания, интонации, мотиви и др. Ритмично значение имат строфата и римата, но се срещат астрофични стихотворения и неримувани стихове („бял стих“).